# Missionarinnen Christi
Die Missionarinnen Christi (Ordenskürzel MC) sind eine Gesellschaft apostolischen Lebens in der römisch-katholischen Kirche. Die apostolisch tätige Gemeinschaft wurde am 8. Dezember 1956 von dem Herz-Jesu-Missionar P. Christian Moser in Freilassing gegründet, um unter anderem die Mission der Herz-Jesu-Missionare im Kongo zu unterstützen. Die Schwestern arbeiten in unterschiedlichen Berufen, etwa als Krankenschwester, Sozialarbeiterin, Altenpflegerin, Heilpraktikerin, Gemeindereferentin, Hochschulprofessorin, Musikerin, Lehrerin oder Rechtsanwältin.
Zwei Schwestern begannen 1958 den Einsatz der Missionarinnen Christi im damaligen Belgisch-Kongo. Heute sind die 134 Schwestern in fünf Ländern tätig: in Deutschland, Österreich, Demokratische Republik Kongo, Brasilien (seit 1966) und Südafrika (seit 1999). Bis 1958 lebten die ersten Schwestern in Freilassing, danach wurde der Sitz der Gemeinschaft nach  Rebdorf bei Eichstätt verlegt. Seit 1974 ist das Generalat in München. 1991 wurde die Gemeinschaft als Gesellschaft apostolischen Lebens anerkannt.
Die Missionarinnen Christi versprechen die evangelischen Räte: Armut, Ehelosigkeit und Gehorsam. Am Beginn steht ein einjähriges Postulat, dem ein zweijähriges Noviziat folgt. Nach zwei zeitlichen Versprechen über je drei Jahre werden Versprechen auf Lebenszeit abgelegt.
Die Gemeinschaft ist organisatorisch in drei Regionen gegliedert. Die Schwestern leben gruppenweise in den einzelnen Häusern oder Wohnungen. Die Größe der Gruppen liegt zwischen drei und sechs Schwestern, ausgenommen sind das Generalat und einige allein lebende Schwestern.